# جون ألبرت موريس
جون ألبرت موريس (بالإنجليزية: John Albert Morris)‏ هو شخصية أعمال أمريكي، ولد في يوليو 1836 في نيويورك في الولايات المتحدة، وتوفي في 25 مايو 1895 في كيرفيل في الولايات المتحدة.